# Sudirman Cup 2017
Der Sudirman Cup 2017, die Weltmeisterschaft für gemischte Mannschaften im Badminton, fand vom 21. bis zum 28. Mai 2017 in Gold Coast statt. Australien wurde damit zum ersten Mal Ausrichter des Cups. Es war die 15. Austragung des Sudirman Cups.

## Vergabe der Veranstaltung
Die Vergabe der Veranstaltung erfolgte am 13. November 2014 in Lima. Bei derselben Veranstaltung wurde auch die Badminton-Weltmeisterschaft 2017 (nach Glasgow) vergeben. Glasgow hatte sich ebenfalls um die Ausrichtung des Sudirman Cups 2017 beworben. Austragungsstätte des Cups war das kurz zuvor eröffnete Carrara Sport and Leisure Centre.

## Setzliste
| Setzplatz | Nation              | Punkte | Anmerkung               |
| --------- | ------------------- | ------ | ----------------------- |
| 1         | Volksrepublik China | 359843 |                         |
| 2         | Dänemark            | 334544 |                         |
| 3         | Südkorea            | 315087 |                         |
| 4         | Japan               | 313853 |                         |
| 5         | Malaysia            | 296873 |                         |
| 6         | Indonesien          | 289727 |                         |
| 7         | Thailand            | 266335 |                         |
| 8         | Chinesisch Taipeh   | 249965 |                         |
| 9         | Indien              | 226509 |                         |
|           | England             | 207930 | Teilnahme zurückgezogen |
| 10        | Hongkong            | 195775 |                         |
| 11        | Russland            | 166701 |                         |
| 12        | Deutschland         | 156839 | In Gruppe 1 nachgerückt |

| Setzplatz | Nation             | Punkte | Anmerkung               |
| --------- | ------------------ | ------ | ----------------------- |
| 1         | Singapur           | 140819 |                         |
|           | Niederlande        | 127822 | Teilnahme zurückgezogen |
| 2         | Australien         | 126915 |                         |
| 3         | Vietnam            | 121569 |                         |
|           | Schweden           | 119234 | Teilnahme zurückgezogen |
|           | Spanien            | 117931 | Teilnahme zurückgezogen |
| 4         | Vereinigte Staaten | 107606 |                         |
| 5         | Schottland         | 95524  |                         |
| 6         | Kanada             | 83511  | In Gruppe 2 nachgerückt |
| 7         | Österreich         | 72731  | In Gruppe 2 nachgerückt |
| 8         | Neuseeland         | 35447  | In Gruppe 2 nachgerückt |

| Setzplatz | Nation        | Punkte | Anmerkung               |
| --------- | ------------- | ------ | ----------------------- |
|           | Mexiko        | 36107  | Teilnahme zurückgezogen |
| 1         | Sri Lanka     | 32434  |                         |
| 2         | Slowakei      | 17929  |                         |
| 3         | Neukaledonien | 15400  |                         |
| 4         | Macau         | 7410   | In Gruppe 3 nachgerückt |
| 5         | Tahiti        | 6160   | In Gruppe 3 nachgerückt |
| 6         | Fidschi       | 0      | In Gruppe 3 nachgerückt |
| 7         | Guam          | 0      | In Gruppe 3 nachgerückt |

## Gruppe 1

### Gruppe 1A
| Platz | Mannschaft          | Punkte | gespielt | GEW | VER | Spiele | Spiele | Sätze | Sätze | Spielpunkte | Spielpunkte |
| Platz | Mannschaft          | Punkte | gespielt | GEW | VER | GEW    | VER    | GEW   | VER   | GEW         | VER         |
| ----- | ------------------- | ------ | -------- | --- | --- | ------ | ------ | ----- | ----- | ----------- | ----------- |
| 1     | Volksrepublik China | 2      | 2        | 2   | 0   | 9      | 1      | 19    | 2     | 440         | 331         |
| 2     | Thailand            | 1      | 2        | 1   | 1   | 3      | 7      | 7     | 15    | 365         | 429         |
| 3     | Hongkong            | 0      | 2        | 0   | 2   | 3      | 7      | 7     | 16    | 384         | 449         |

| 21. Mai 2017 | Volksrepublik China | 4 – 1 | Hongkong |  |

| Fu Haifeng / Zhang Nan      | Fu Haifeng / Zhang Nan      | 2–0 | Law Cheuk Him / Lee Chun Hei  | 21–15, 26–24        |
| Sun Yu                      | Sun Yu                      | 2–0 | Fan Ka Yan                    | 21–12, 21–13        |
| Lin Dan                     | Lin Dan                     | 2–0 | Hu Yun                        | 21–14, 21–13        |
| Bao Yixin / Tang Jinhua     | Bao Yixin / Tang Jinhua     | 2–0 | Ng Tsz Yau / Yeung Nga Ting   | 21–11, 21–13        |
| Chen Qingchen / Zheng Siwei | Chen Qingchen / Zheng Siwei | 1–2 | Tang Chun Man / Tse Ying Suet | 21–10, 16–21, 18–21 |

| 22. Mai 2017 | Thailand | 3 – 2 | Hongkong |  |

| Bodin Isara / Nipitphon Puangpuapech             | Bodin Isara / Nipitphon Puangpuapech             | 2–1 | Tang Chun Man / Or Chin Chung | 22–20, 17–21, 21–11 |
| Ratchanok Intanon                                | Ratchanok Intanon                                | 2–0 | Yip Pui Yin                   | 21–14, 21–17        |
| Tanongsak Saensomboonsuk                         | Tanongsak Saensomboonsuk                         | 0–2 | Ng Ka Long                    | 11–21, 16–21        |
| Jongkolphan Kititharakul / Rawinda Prajongjai    | Jongkolphan Kititharakul / Rawinda Prajongjai    | 1–2 | Poon Lok Yan / Tse Ying Suet  | 15–21, 21–18, 14–21 |
| Dechapol Puavaranukroh / Sapsiree Taerattanachai | Dechapol Puavaranukroh / Sapsiree Taerattanachai | 2–0 | Chau Hoi Wah / Lee Chun Hei   | 21–16, 21–16        |

| 24. Mai 2017 | Volksrepublik China | 5 – 0 | Thailand |  |

| Li Junhui / Liu Yuchen    | Li Junhui / Liu Yuchen    | 2–0 | Kittinupong Kedren / Dechapol Puavaranukroh        | 21–11, 21–19 |
| Chen Yufei                | Chen Yufei                | 2–0 | Pornpawee Chochuwong                               | 21–16, 21–15 |
| Chen Long                 | Chen Long                 | 2–0 | Khosit Phetpradab                                  | 21–13, 21–12 |
| Chen Qingchen / Jia Yifan | Chen Qingchen / Jia Yifan | 2–0 | Jongkolphan Kititharakul / Sapsiree Taerattanachai | 23–21, 21–18 |
| Huang Yaqiong / Lu Kai    | Huang Yaqiong / Lu Kai    | 2–0 | Savitree Amitrapai / Bodin Isara                   | 21–8, 21–11  |

### Gruppe 1B
| Platz | Mannschaft        | Punkte | gespielt | GEW | VER | Spiele | Spiele | Sätze | Sätze | Spielpunkte | Spielpunkte |
| Platz | Mannschaft        | Punkte | gespielt | GEW | VER | GEW    | VER    | GEW   | VER   | GEW         | VER         |
| ----- | ----------------- | ------ | -------- | --- | --- | ------ | ------ | ----- | ----- | ----------- | ----------- |
| 1     | Chinesisch Taipeh | 2      | 2        | 2   | 0   | 7      | 3      | 15    | 9     | 464         | 415         |
| 2     | Südkorea          | 1      | 2        | 1   | 1   | 6      | 4      | 14    | 8     | 425         | 352         |
| 3     | Russland          | 0      | 2        | 0   | 2   | 2      | 8      | 5     | 17    | 328         | 450         |

| 21. Mai 2017 | Südkorea | 4 – 1 | Russland |  |

| Kim Won-ho / Seo Seung-jae | Kim Won-ho / Seo Seung-jae | 0–2 | Vladimir Ivanov / Ivan Sozonov       | 18–21, 18–21 |
| Sung Ji-hyun               | Sung Ji-hyun               | 2–0 | Evgeniya Kosetskaya                  | 21–10, 21–13 |
| Jeon Hyeok-jin             | Jeon Hyeok-jin             | 2–0 | Sergey Sirant                        | 21–6, 21–13  |
| Jung Kyung-eun / Kim Ha-na | Jung Kyung-eun / Kim Ha-na | 2–0 | Ekaterina Bolotova / Alina Davletova | 21–7, 21–17  |
| Chae Yoo-jung / Kim Ha-na  | Chae Yoo-jung / Kim Ha-na  | 2–0 | Evgenia Dimova / Evgeniy Dremin      | 21–14, 21–12 |

| 22. Mai 2017 | Chinesisch Taipeh | 4 – 1 | Russland |  |

| Lee Chia-hsin / Wang Chi-lin | Lee Chia-hsin / Wang Chi-lin | 2–0 | Vladimir Ivanov / Ekaterina Bolotova | 21–19, 21–11        |
| Chou Tien-chen               | Chou Tien-chen               | 2–1 | Sergey Sirant                        | 21–7, 18–21, 21–16  |
| Lee Jhe-huei / Lee Yang      | Lee Jhe-huei / Lee Yang      | 1–2 | Vladimir Ivanov / Ivan Sozonov       | 21–19, 19–21, 17–21 |
| Tai Tzu-ying                 | Tai Tzu-ying                 | 2–0 | Evgeniya Kosetskaya                  | 21–13, 21–11        |
| Hsu Ya-ching / Wu Ti-jung    | Hsu Ya-ching / Wu Ti-jung    | 2–0 | Alina Davletova / Ekaterina Bolotova | 21–13, 24–22        |

| 24. Mai 2017 | Chinesisch Taipeh | 3 – 2 | Südkorea |  |

| Chen Hung-ling / Wang Chi-lin | Chen Hung-ling / Wang Chi-lin | 2–0 | Kim Duk-young / Park Kyung-hoon | 21–19, 21–13        |
| Tai Tzu-ying                  | Tai Tzu-ying                  | 2–1 | Sung Ji-hyun                    | 21–15, 15–21, 21–14 |
| Chou Tien-chen                | Chou Tien-chen                | 0–2 | Son Wan-ho                      | 18–21, 17–21        |
| Hsu Ya-ching / Wu Ti-jung     | Hsu Ya-ching / Wu Ti-jung     | 0–2 | Chang Ye-na / Lee So-hee        | 13–21, 18–21        |
| Lee Chia-hsin / Wang Chi-lin  | Lee Chia-hsin / Wang Chi-lin  | 2–1 | Chae Yoo-jung / Choi Sol-gyu    | 11–21. 21–18, 21–16 |

### Gruppe 1C
| Stand | Mannschaft  | Punkte | gespielt | GEW | VER | Spiele | Spiele | Sätze | Sätze | Spielpunkte | Spielpunkte |
| Stand | Mannschaft  | Punkte | gespielt | GEW | VER | GEW    | VER    | GEW   | VER   | GEW         | VER         |
| ----- | ----------- | ------ | -------- | --- | --- | ------ | ------ | ----- | ----- | ----------- | ----------- |
| 1     | Japan       | 2      | 2        | 2   | 0   | 7      | 3      | 15    | 8     | 420         | 371         |
| 2     | Malaysia    | 1      | 2        | 1   | 1   | 7      | 3      | 15    | 7     | 422         | 347         |
| 3     | Deutschland | 0      | 2        | 0   | 2   | 1      | 9      | 3     | 18    | 293         | 417         |

| 21. Mai 2017 | Japan | 4 – 1 | Deutschland |  |

| Takeshi Kamura / Keigo Sonoda      | Takeshi Kamura / Keigo Sonoda      | 2–0 | Mark Lamsfuß / Marvin Seidel    | 21–12, 21–19        |
| Nozomi Okuhara                     | Nozomi Okuhara                     | 2–0 | Yvonne Li                       | 21–10, 21–5         |
| Kenta Nishimoto                    | Kenta Nishimoto                    | 0–2 | Marc Zwiebler                   | 8–21, 18–21         |
| Misaki Matsutomo / Ayaka Takahashi | Misaki Matsutomo / Ayaka Takahashi | 2–0 | Linda Efler / Lara Käpplein     | 21–11, 21–6         |
| Kenta Kazuno / Ayane Kurihara      | Kenta Kazuno / Ayane Kurihara      | 2–1 | Isabel Herttrich / Mark Lamsfuß | 21–17. 13–21, 21–16 |

| 23. Mai 2017 | Malaysia | 5 – 0 | Deutschland |  |

| Lai Pei Jing / Tan Kian Meng      | Lai Pei Jing / Tan Kian Meng      | 2–0 | Mark Lamsfuß / Isabel Herttrich        | 21–17, 21–13 |
| Lee Chong Wei                     | Lee Chong Wei                     | 2–0 | Fabian Roth                            | 21–12, 21–11 |
| Goh V Shem / Tan Wee Kiong        | Goh V Shem / Tan Wee Kiong        | 2–0 | Jones Ralfy Jansen / Josche Zurwonne   | 21–16, 21–19 |
| Goh Jin Wei                       | Goh Jin Wei                       | 2–0 | Fabienne Deprez                        | 21–10, 21–13 |
| Vivian Hoo Kah Mun / Woon Khe Wei | Vivian Hoo Kah Mun / Woon Khe Wei | 2–0 | Isabel Herttrich / Johanna Goliszewski | 21–12. 21–11 |

| 24. Mai 2017 | Japan | 3 – 2 | Malaysia |  |

| Takeshi Kamura / Keigo Sonoda      | Takeshi Kamura / Keigo Sonoda      | 2–1 | Goh V Shem / Tan Wee Kiong    | 18–21, 21–17, 21–16 |
| Akane Yamaguchi                    | Akane Yamaguchi                    | 2–1 | Goh Jin Wei                   | 21–6, 21–17         |
| Yu Igarashi                        | Yu Igarashi                        | 0–2 | Lee Chong Wei                 | 8–21, 5–21          |
| Misaki Matsutomo / Ayaka Takahashi | Misaki Matsutomo / Ayaka Takahashi | 2–0 | Chow Mei Kuan / Lee Meng Yean | 21–17, 21–18        |
| Arisa Higashino / Yuta Watanabe    | Arisa Higashino / Yuta Watanabe    | 1–2 | Lai Pei Jing / Tan Kian Meng  | 16–21. 21–16, 19–21 |

### Gruppe 1D
| Stand | Mannschaft | Punkte | gespielt | GEW | VER | Spiele | Spiele | Sätze | Sätze | Spielpunkte | Spielpunkte |
| Stand | Mannschaft | Punkte | gespielt | GEW | VER | GEW    | VER    | GEW   | VER   | GEW         | VER         |
| ----- | ---------- | ------ | -------- | --- | --- | ------ | ------ | ----- | ----- | ----------- | ----------- |
| 1     | Dänemark   | 1      | 2        | 1   | 1   | 6      | 4      | 14    | 12    | 476         | 480         |
| 2     | Indien     | 1      | 2        | 1   | 1   | 5      | 5      | 12    | 11    | 415         | 419         |
| 3     | Indonesien | 1      | 2        | 1   | 1   | 4      | 6      | 11    | 14    | 468         | 460         |

| 22. Mai 2017 | Dänemark | 4 – 1 | Indien |  |

| Joachim Fischer Nielsen / Christinna Pedersen | Joachim Fischer Nielsen / Christinna Pedersen | 2–1 | Ashwini Ponnappa / Satwiksairaj Rankireddy | 21–15, 16–21, 21–17 |
| Viktor Axelsen                                | Viktor Axelsen                                | 2–0 | Ajay Jayaram                               | 21–12, 21–7         |
| Mathias Boe / Carsten Mogensen                | Mathias Boe / Carsten Mogensen                | 2–0 | Manu Attri / B. Sumeeth Reddy              | 21–17, 21–15        |
| Line Kjærsfeldt                               | Line Kjærsfeldt                               | 0–2 | P. V. Sindhu                               | 18–21, 6–21         |
| Kamilla Rytter Juhl / Christinna Pedersen     | Kamilla Rytter Juhl / Christinna Pedersen     | 2–1 | Ashwini Ponnappa / Siki Reddy              | 18–21, 21–15, 23–21 |

| 23. Mai 2017 | Indien | 4 – 1 | Indonesien |  |

| Ashwini Ponnappa / Satwiksairaj Rankireddy | Ashwini Ponnappa / Satwiksairaj Rankireddy | 2–1 | Tontowi Ahmad / Gloria Emanuelle Widjaja         | 22–20, 17–21, 21–19 |
| Srikanth Kidambi                           | Srikanth Kidambi                           | 2–0 | Jonatan Christie                                 | 21–15, 21–16        |
| Satwiksairaj Rankireddy / Chirag Shetty    | Satwiksairaj Rankireddy / Chirag Shetty    | 0–2 | Markus Fernaldi Gideon / Kevin Sanjaya Sukamuljo | 9–21, 17–21         |
| P. V. Sindhu                               | P. V. Sindhu                               | 2–0 | Fitriani                                         | 21–8, 21–19         |
| Ashwini Ponnappa / Siki Reddy              | Ashwini Ponnappa / Siki Reddy              | 2–0 | Della Destiara Haris / Rosyita Eka Putri Sari    | 21–12, 21–19        |

| 23. Mai 2017 | Indonesien | 3 – 2 | Dänemark |  |

| Praveen Jordan / Debby Susanto                   | Praveen Jordan / Debby Susanto                   | 2–0 | Joachim Fischer Nielsen / Christinna Pedersen | 21–12, 21–13        |
| Anthony Ginting                                  | Anthony Ginting                                  | 2–1 | Viktor Axelsen                                | 13–21, 21–17, 21–14 |
| Markus Fernaldi Gideon / Kevin Sanjaya Sukamuljo | Markus Fernaldi Gideon / Kevin Sanjaya Sukamuljo | 1–2 | Mathias Boe / Carsten Mogensen                | 16–21, 24–22, 21–23 |
| Fitriani                                         | Fitriani                                         | 2–1 | Mia Blichfeldt                                | 22–24, 21–15, 21–14 |
| Greysia Polii / Apriyani Rahayu                  | Greysia Polii / Apriyani Rahayu                  | 1–2 | Kamilla Rytter Juhl / Christinna Pedersen     | 21–18, 13–21, 21–13 |

## Endrunde
|  | Viertelfinale       | Viertelfinale |  |  | Halbfinale          | Halbfinale |   |  | Finale | Finale |
|  |                     |               |  |  |                     |            |   |  |        |        |
|  | 26. Mai             |               |  |  |                     |            |   |  |        |        |
|  | Volksrepublik China | 3             |  |  | 27. Mai             | 27. Mai    |   |  |        |        |
|  | Indien              | 0             |  |  | Volksrepublik China | 3          |   |  |        |        |
|  | 26. Mai             | 26. Mai       |  |  | Japan               | 2          |   |  |        |        |
|  | Japan               | 3             |  |  | 28. Mai             | 28. Mai    |   |  |        |        |
|  | Malaysia            | 1             |  |  | Volksrepublik China | 2          |   |  |        |        |
|  | 25. Mai             | 25. Mai       |  |  |                     | Südkorea   | 3 |  |        |        |
|  | Südkorea            | 3             |  |  | 27. Mai             | 27. Mai    |   |  |        |        |
|  | Chinesisch Taipeh   | 1             |  |  | Südkorea            | 3          |   |  |        |        |
|  | 25. Mai             | 25. Mai       |  |  | Thailand            | 1          |   |  |        |        |
|  | Thailand            | 3             |  |  |                     |            |   |  |        |        |
|  | Dänemark            | 2             |  |  |                     |            |   |  |        |        |

## Viertelfinale
| 26. Mai 2017 | Volksrepublik China | 3 – 0 | Indien |  |

| Huang Yaqiong / Lu Kai  | Huang Yaqiong / Lu Kai  | 2–1 | Ashwini Ponnappa / Satwiksairaj Rankireddy | 16–21, 21–13, 21–16 |
| Chen Long               | Chen Long               | 2–0 | Srikanth Kidambi                           | 21–16, 21–17        |
| Fu Haifeng / Zhang Nan  | Fu Haifeng / Zhang Nan  | 2–0 | Satwiksairaj Rankireddy / Chirag Shetty    | 21–9, 21–11         |
| He Bingjiao             | He Bingjiao             |     | P. V. Sindhu                               | nicht gespielt      |
| Bao Yixin / Tang Jinhua | Bao Yixin / Tang Jinhua |     | Ashwini Ponnappa / Siki Reddy              | nicht gespielt      |

| 26. Mai 2017 | Japan | 3 – 1 | Malaysia |  |

| Takeshi Kamura / Keigo Sonoda      | Takeshi Kamura / Keigo Sonoda      | 2–1 | Goh V Shem / Tan Wee Kiong        | 21–17, 16–21, 21–11 |
| Nozomi Okuhara                     | Nozomi Okuhara                     | 2–0 | Sonia Cheah Su Ya                 | 21–11, 21–9         |
| Kenta Nishimoto                    | Kenta Nishimoto                    | 0–2 | Lee Chong Wei                     | 15–21, 13–21        |
| Misaki Matsutomo / Ayaka Takahashi | Misaki Matsutomo / Ayaka Takahashi | 2–0 | Vivian Hoo Kah Mun / Woon Khe Wei | 21–7, 21–14         |
| Arisa Higashino / Yuta Watanabe    | Arisa Higashino / Yuta Watanabe    |     | Lai Pei Jing / Tian Kian Meng     | nicht gespielt      |

| 25. Mai 2017 | Südkorea | 3 – 1 | Chinesisch Taipeh |  |

| Choi Sol-gyu / Seo Seung-jae | Choi Sol-gyu / Seo Seung-jae | 2–1 | Lee Jhe-huei / Lee Yang      | 21–16, 14–21, 21–17 |
| Sung Ji-hyun                 | Sung Ji-hyun                 | 0–2 | Tai Tzu-ying                 | 14–21, 26–24        |
| Son Wan-ho                   | Son Wan-ho                   | 2–1 | Chou Tien-chen               | 13–21, 21–18, 23–21 |
| Chang Ye-na / Lee So-hee     | Chang Ye-na / Lee So-hee     | 2–0 | Hsu Ya-ching / Wu Ti-jung    | 21–13, 21–18        |
| Chae Yoo-jung / Choi Sol-gyu | Chae Yoo-jung / Choi Sol-gyu |     | Lee Chia-hsin / Wang Chi-lin | nicht gespielt      |

| 25. Mai 2017 | Thailand | 3 – 2 | Dänemark |  |

| Dechapol Puavaranukroh / Sapsiree Taerattanachai   | Dechapol Puavaranukroh / Sapsiree Taerattanachai   | 2–0 | Mathias Christiansen / Sara Thygesen       | 21–19, 21–19        |
| Tanongsak Saensomboonsuk                           | Tanongsak Saensomboonsuk                           | 0–2 | Viktor Axelsen                             | 15–21, 6–21         |
| Bodin Isara / Nipitphon Puangpuapech               | Bodin Isara / Nipitphon Puangpuapech               | 1–2 | Mads Conrad-Petersen / Mads Pieler Kolding | 15–21, 21–18, 16–21 |
| Ratchanok Intanon                                  | Ratchanok Intanon                                  | 2–0 | Line Kjærsfeldt                            | 21–15, 21–14        |
| Jongkolphan Kititharakul / Sapsiree Taerattanachai | Jongkolphan Kititharakul / Sapsiree Taerattanachai | 2–0 | Kamilla Rytter Juhl / Christinna Pedersen  | 21–15, 21–12        |

## Halbfinale
| 27. Mai 2017 | Volksrepublik China | 3 – 2 | Japan |  |

| Chen Qingchen / Zheng Siwei | Chen Qingchen / Zheng Siwei | 1–2 | Arisa Higashino / Yuta Watanabe    | 12–21, 21–14, 19–21 |
| Lin Dan                     | Lin Dan                     | 2–0 | Kenta Nishimoto                    | 21–19, 21–16        |
| Li Junhui / Liu Yuchen      | Li Junhui / Liu Yuchen      | 2–0 | Takeshi Kamura / Keigo Sonoda      | 23–21, 21–15        |
| Sun Yu                      | Sun Yu                      | 0–2 | Akane Yamaguchi                    | 17–21, 15–21        |
| Chen Qingchen / Jia Yifan   | Chen Qingchen / Jia Yifan   | 2–0 | Misaki Matsutomo / Ayaka Takahashi | 21–12, 21–19        |

| 27. Mai 2017 | Südkorea | 3 – 1 | Thailand |  |

| Choi Sol-gyu / Chae Yoo-jung | Choi Sol-gyu / Chae Yoo-jung | 0–2 | Dechapol Puavaranukroh / Sapsiree Taerattanachai | 16–21, 12–21        |
| Son Wan-ho                   | Son Wan-ho                   | 2–1 | Tai Tzu-ying                                     | 18–21, 21–10, 21–17 |
| Choi Sol-gyu / Seo Seung-jae | Choi Sol-gyu / Seo Seung-jae | 2–0 | Chou Tien-chen                                   | 21–13, 21–16        |
| Sung Ji-hyun                 | Sung Ji-hyun                 | 2–0 | Hsu Ya-ching / Wu Ti-jung                        | 21–13, 21–17        |
| Chang Ye-na / Lee So-hee     | Chang Ye-na / Lee So-hee     |     | Lee Chia-hsin / Wang Chi-lin                     | nicht gespielt      |

## Finale
| 28. Mai 2017 | Südkorea | 3 – 2 | Volksrepublik China |  |

| Choi Sol-gyu / Seo Seung-jae | Choi Sol-gyu / Seo Seung-jae | 0–2 | Fu Haifeng / Zhang Nan    | 14–21, 15–21 |
| Sung Ji-hyun                 | Sung Ji-hyun                 | 2–0 | He Bingjiao               | 21–12, 21–16 |
| Jeon Hyeok-jin               | Jeon Hyeok-jin               | 2–0 | Chen Long                 | 10–21, 10–21 |
| Chang Ye-na / Lee So-hee     | Chang Ye-na / Lee So-hee     | 0–2 | Chen Qingchen / Jia Yifan | 21–19, 21–13 |
| Chae Yoo-jung / Choi Sol-gyu | Chae Yoo-jung / Choi Sol-gyu | 2–0 | Huang Yaqiong / Lu Kai    | 21–17, 21–13 |

## Gruppe 2A
| Stand | Mannschaft | Punkte | gespielt | GEW | VER | Spiele | Spiele | Sätze | Sätze | Spielpunkte | Spielpunkte |
| Stand | Mannschaft | Punkte | gespielt | GEW | VER | GEW    | VER    | GEW   | VER   | GEW         | VER         |
| ----- | ---------- | ------ | -------- | --- | --- | ------ | ------ | ----- | ----- | ----------- | ----------- |
| 1     | Vietnam    | 3      | 3        | 3   | 0   | 13     | 2      | 28    | 6     | 685         | 500         |
| 2     | Kanada     | 2      | 3        | 2   | 1   | 8      | 7      | 17    | 19    | 648         | 640         |
| 3     | Schottland | 1      | 3        | 1   | 2   | 7      | 8      | 18    | 19    | 663         | 650         |
| 4     | Neuseeland | 0      | 3        | 0   | 3   | 2      | 13     | 9     | 28    | 525         | 731         |

## Gruppe 2B
| Stand | Mannschaft         | Punkte | gespielt | GEW | VER | Spiele | Spiele | Sätze | Sätze | Spielpunkte | Spielpunkte |
| Stand | Mannschaft         | Punkte | gespielt | GEW | VER | GEW    | VER    | GEW   | VER   | GEW         | VER         |
| ----- | ------------------ | ------ | -------- | --- | --- | ------ | ------ | ----- | ----- | ----------- | ----------- |
| 1     | Singapur           | 3      | 3        | 3   | 0   | 14     | 1      | 28    | 5     | 674         | 494         |
| 2     | Australien         | 2      | 3        | 2   | 1   | 10     | 5      | 20    | 10    | 567         | 466         |
| 3     | Vereinigte Staaten | 1      | 3        | 1   | 2   | 11     | 10     | 10    | 22    | 527         | 581         |
| 4     | Österreich         | 0      | 3        | 0   | 3   | 2      | 13     | 6     | 27    | 439         | 666         |

## Gruppe 3A
| Stand | Mannschaft    | Punkte | gespielt | GEW | VER | Spiele | Spiele | Sätze | Sätze | Spielpunkte | Spielpunkte |
| Stand | Mannschaft    | Punkte | gespielt | GEW | VER | GEW    | VER    | GEW   | VER   | GEW         | VER         |
| ----- | ------------- | ------ | -------- | --- | --- | ------ | ------ | ----- | ----- | ----------- | ----------- |
| 1     | Macau         | 2      | 2        | 2   | 0   | 10     | 0      | 20    | 2     | 461         | 251         |
| 2     | Neukaledonien | 2      | 2        | 1   | 1   | 4      | 6      | 9     | 12    | 346         | 370         |
| 3     | Guam          | 1      | 2        | 0   | 2   | 1      | 9      | 3     | 18    | 251         | 437         |

## Gruppe 3B
| Stand | Mannschaft | Punkte | gespielt | GEW | VER | Spiele | Spiele | Sätze | Sätze | Spielpunkte | Spielpunkte |
| Stand | Mannschaft | Punkte | gespielt | GEW | VER | GEW    | VER    | GEW   | VER   | GEW         | VER         |
| ----- | ---------- | ------ | -------- | --- | --- | ------ | ------ | ----- | ----- | ----------- | ----------- |
| 1     | Sri Lanka  | 3      | 3        | 3   | 0   | 15     | 0      | 30    | 0     | 630         | 249         |
| 2     | Slowakei   | 2      | 3        | 2   | 1   | 10     | 5      | 20    | 10    | 543         | 382         |
| 3     | Fidschi    | 1      | 3        | 1   | 2   | 4      | 11     | 9     | 24    | 416         | 652         |
| 4     | Tahiti     | 0      | 3        | 0   | 3   | 1      | 14     | 4     | 29    | 376         | 682         |

## Endstand
| Platz | Land                |
| ----- | ------------------- |
| 1     | Südkorea            |
| 2     | Volksrepublik China |
| 3     | Japan               |
| 3     | Thailand            |
| 5     | Indien              |
| 5     | Chinesisch Taipeh   |
| 5     | Malaysia            |
| 5     | Dänemark            |
| 9     | Deutschland         |
| 9     | Russland            |
| 9     | Hongkong            |
| 9     | Russland            |

| Platz | Land               |
| ----- | ------------------ |
| 13    | Vietnam            |
| 14    | Singapur           |
| 15    | Australien         |
| 16    | Kanada             |
| 17    | Schottland         |
| 18    | Vereinigte Staaten |
| 19    | Neuseeland         |
| 20    | Österreich         |

| Platz | Land          |
| ----- | ------------- |
| 21    | Sri Lanka     |
| 22    | Macau         |
| 23    | Slowakei      |
| 24    | Neukaledonien |
| 25    | Fidschi       |
| 26    | Guam          |
| 27    | Tahiti        |